# Сильфий

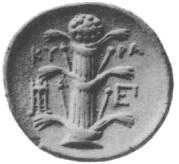
Монета из Кирены с изображением сильфия

Сильфий, или лазер (др.-греч. σίλφιον, лат. silphium, silpium, laser), — вымершее растение рода ферула (Ferula), семейство зонтичные. По внешнему виду сильфий был похож на другие растения этого рода. Высушенный млечный сок сильфия тоже назывался по-латински laser, а также laserpicium, lasarpicium или laserpitium.
Изображения сильфия на монетах разных веков очень похожи на Ferula tadshikorum.
Карл Линней в описании растений «Species Plantarum» на страницах 919 и 920 второго тома описывает несколькo видов родa Silphium, которые с историческим сильфием не идентичны.

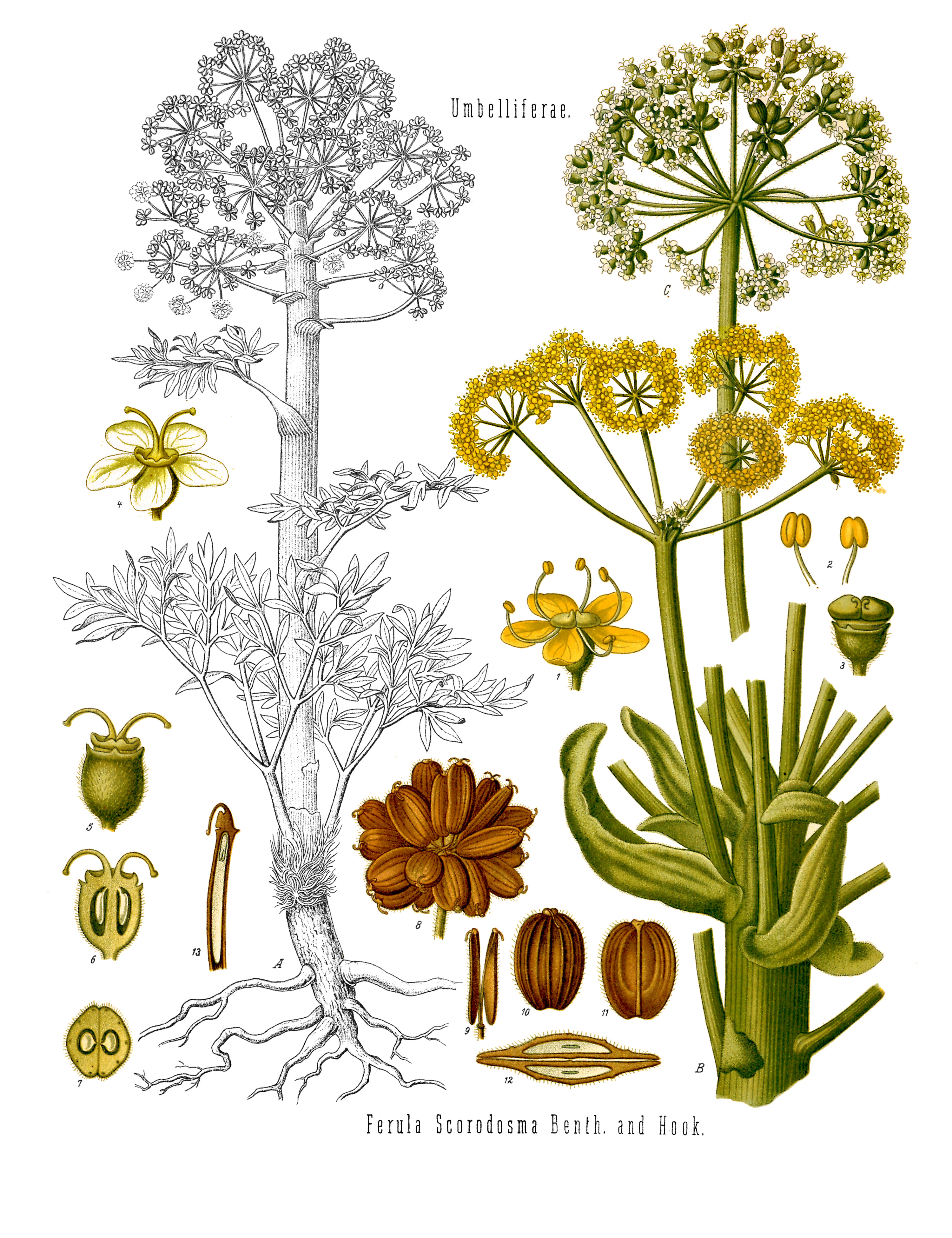
Асафетида. Даёт представление о внешнем виде сильфия

Ближайший существующий сегодня известный аналог сильфия как пряности и лекарственного растения — асафетида (Ferula assa-foetida L.), родом из Ирана и Афганистана. Она используется, например, в кришнаитской кухне вместо лука и чеснока, поскольку, согласно учению кришнаитов, они, как и мясо, относятся к гуне невежества. Асафетида была известна древним римлянам. Она называлась так же, как и сильфий из Киренаики, но считалась всего лишь его неполноценным заменителем. Судя по свидетельствам Диоскорида, киренский сильфий был менее острым на вкус и по запаху.

## Значение
О сильфии пишут многие античные авторы: Геродот, Плиний Старший, Страбон, Гиппократ, Катон, Колумелла. Многочисленные упоминания встречаются также в художественной литературе: Софокл, Аристофан, Менандр, Плавт, Катулл, Петроний Арбитр.
Сильфий представлял для греков и римлян большую ценность. Он считался даром Аполлона и продавался на вес монет — серебряных денариев. Юлий Цезарь в начале гражданской войны взял из общественной казны, наряду с золотом и серебром, приблизительно полтонны сильфия.
Сильфий был наиболее важной статьёй экспорта для Киренаики и для её столицы Кирены. Он изображался на киренских монетах и был единственной данью, которую жители страны платили римлянам.

## Применение
Сильфий широко использовался в Древней Греции и в Древнем Риме. Сохранился рецепт ароматной приправы из сильфия и семян сосны (в сборнике IV века, приписываемом полулегендарному римскому гурману Апицию).
Плиний Старший пишет: «Сильфий — один из самых замечательных даров природы, имеющий множество применений». В лечебных целях сильфий употребляли при кашле, при болях в горле, при повышенной температуре (эфирные масла зонтичных снимают тахикардию), при расстройствах пищеварения (ср. современные нашатырно-анисовые капли); как противоядие при укусах змей и скорпионов; при попадании ядовитой стрелы; от бородавок, а иногда и при любых болях и болезнях. Например, Гиппократ приводит такой рецепт: «Если прямая кишка выпадает и не остаётся на своём месте, возьми сильфион, по возможности свежий и плотный, наскобли его мелко и прикладывай его как припарку». Одним из важнейших было применение сильфия как контрацептива и как средства для стимуляции выкидышей.

## Места произрастания
Произрастал в северной Африке, в Киренаике, на территории современной Ливии.
Заготовки велись на довольно большой территории вблизи побережья, размером приблизительно 50 км шириной и 200 км в длину. Постепенно, согласно описаниям, сильфия становилось меньше, попытки выращивать его за пределами Киренаики не приводили к успеху: «…и Иония, и Пелопоннес не так уж плохо расположены в отношении солнца и времени года, чтобы там был недостаток солнца для произрастания растений, однако, несмотря на многочисленные попытки, невозможно было вырастить в Ионии и Пелопоннесе сильфион, сам по себе растущий в Ливии» (Гиппократ).
Диоскорид утверждал, что Silphium рос также в регионах Сирии, Мидии и Ливии. Киренайский был мягче на вкус. Мидийский и сирийский имели меньше энергии и очень неприятный запах.
Страбон в своей Географии сообщает, что войска Александра Великого вблизи Бактрии (Средняя Азия) приправляли мясо сильфием, который в изобилии произрастал в тех местах.

Александр провёл там зиму, имея над собой справа Индию, и основал город; затем он пришёл через вершину горы в Бактриану по путям среди местности, лишённой растительности, за исключением редких теребинтовых деревьев, росших в виде кустарника. Пищи настолько не хватало, что приходилось есть мясо вьючных животных, притом ещё в сыром виде из-за отсутствия дров. При употреблении в пищу сырого мяса средством, помогающим сварению, служил сильфий, в изобилии растущий [в тех местах].— Страбон. География. Книга XV

## Вопрос об исчезновении
Римский поэт Гай Валерий Катулл (87—54 гг. до н. э.) в одном из своих стихотворений свидетельствует о том, что он там ещё произрастал: «Под Киреною, сильфием поросшей,…», но в I веке н. э. согласно сообщению Плиния Старшего сильфий исчез: «На памяти нынешнего поколения там было найдено одно-единственное растение, которое послали императору Нерону как диковину.»
Возможно, сильфий как биологический вид в Киренаике вымер, и скорее всего, это объясняется хищническими заготовками и (или) неконтролируемым выпасом скота. Впрочем, некоторые исследователи полагают, что сильфий — это Ferula tingitana L., произрастающая в северной Африке, которая, однако, отличается от сильфия своими свойствами.
Существует ошибочная версия, что сильфий представлял собой асафетиду, завезённую древними греками в Киренаику (современная Ливия) в VI веке до н. э. Это неверно, так как римляне знали афганскую асафетиду и считали её, в силу вкусовых качеств, лишь дешёвым аналогом сильфия. Кроме того, Аристотель утверждает в своих «Исторических фрагментах», что греческий первопроходец Батт I, основавший на побережье Северной Африки город Кирену, получил, во время торжественной церемонии, от местных жителей — древних ливийцев, их самое ценное растение — сильфий. Таким образом, согласно Аристотелю, сильфий произрастал в Киренаике ещё до 631 года до н. э., когда была основана Кирена, поэтому никак не может являться завезенной греками асафетидой.
Время исчезновения, описание растения и его частей, описание использования и применения, описание фармакологического эффекта согласуются с данными о сильфии достаточно точно.